# Госпожата (теленовела, 1998)
Госпожата (на испански: Señora) е мексиканска теленовела, режисирана от Ериберто Лопес де Анда и Херардо Пардо и продуцирана от Алехандра Ернандес за ТВ Ацтека през 1998 г. Адаптация е на едноименната венецуелска теленовела, създадена от Хосе Игнасио Кабрухас, адаптирана от Денис Пфейфер и Хосе Луис Дуран.
В главните роли са Хулиета Егурола, Фернандо Сиангероти и Айлин Мухика.

## Сюжет
Долорес е млада жена, чиято амбициозна майка Хасинта е любовница на кмета на града, Хулио Валенсия, но когато се отегчава от него, тя го напуска и си тръгва.
Като отмъщение за презрението на Хасинта, Хулио отвлича Долорес и я измъчва, като накрая я изнасилва. Тя забременява и когато се ражда дъщеря ѝ, Долорес вярва, че бебето е мъртво. Новороденото е откраднато от Хулио и дадено на две жени, които я наричат Исабел.
Долорес, наранена, напуска града след случилото се, но не и преди да отмъсти – подпалва Хулио, който се намира в плевня. От този момент нататък тя решава да презира мъжете и изпитва безкрайна жажда за отмъщение.
Минават години и Исабел се превръща в красива жена. Тя е наясно с миналото си, което я кара да има две цели в живота – да срещне истинската си майка и да отмъсти за това, че я е изоставила. Долорес сменя името си на Виктория Сантакрус, за да забрави случилото се преди години. Тя се е превърнала в жестока и лекомислена жена, която търси само собственото си удоволствие и благополучие. Омъжва се за Омар, за да повиши социалния си статус, в допълнение към манипулирането на двете дъщери на съпруга си по своя прищявка и подобие, но всичко това се променя, докато не среща Серхио, мъж, който коренно променя живота ѝ.

## Актьори
- Хулиета Егурола – Долорес / Виктория Сантакрус "Госпожата"
  - Ванеса Акоста – Долорес (млада)
- Фернандо Сиангероти – Серхио Бланка
- Айлин Мухика – Исабел Фернандес / Исабел Валенсия Сантакрус
- Хавиер Гомес – Едуардо Коварубиас
- Хосе Луис Франко – Кенеди
- Роберто Монтиел – Хулио Валенсия
- Кристина Микаус – Летисия Чавес
- Моника Франко – Барбара
- Дебора Риос – Норма
- Омар Херменос – Хавиер
- Милтън Кортес – Едгар
- Алисия Бонет – Сусана
- Алисия Лагуна – Гилермина
- Армандо де Паскуал – Гонсало Бланка
- Хуан Гаярдо – Роберто
- Ева Прадо – Енедина
- Хоанитка Мариел – Естер
- Ана Клаудия Таланкон – Лорена
- Алехандра Ласкано – Фабиола Бланка Fabiola Blanca
  - Алехандра Симанкас – Фабиола (дете)
- Бернардо Арвей – Хосе Мануел Бланка
- Ектор Бония – Омар Сервантес
- Адриана Пара – Магдалена Гонсалес
- Лиляна Флорес – Ана
- Химена Рубио – Адриана Сервантес
- Мария Коя – Дебора Бракамонтес

## Премиера
Премиерата на Госпожата е на 23 февруари 1998 г. по Ацтека Тресе. Последният 173. епизод е излъчен на 25 септември 1998 г.

## Награди и номинации
- Награди TVyNovelas (1999)

| Категория                          | Номинация   | Резултат  |
| ---------------------------------- | ----------- | --------- |
| Най-добър актьор в поддържаща роля | Ектор Бония | Номиниран |

- Награди ACE Ню Йорк (1999)

| Категория                          | Номинация        | Резултат |
| ---------------------------------- | ---------------- | -------- |
| Най-добра актриса                  | Айлин Мухика     | Печели   |
| Най-добра мъжка игра               | Хавиер Гомес     | Печели   |
| Най-добър актьор в поддържаща роля | Хосе Луис Франко | Печели   |